# Staatsschauspiel Dresden

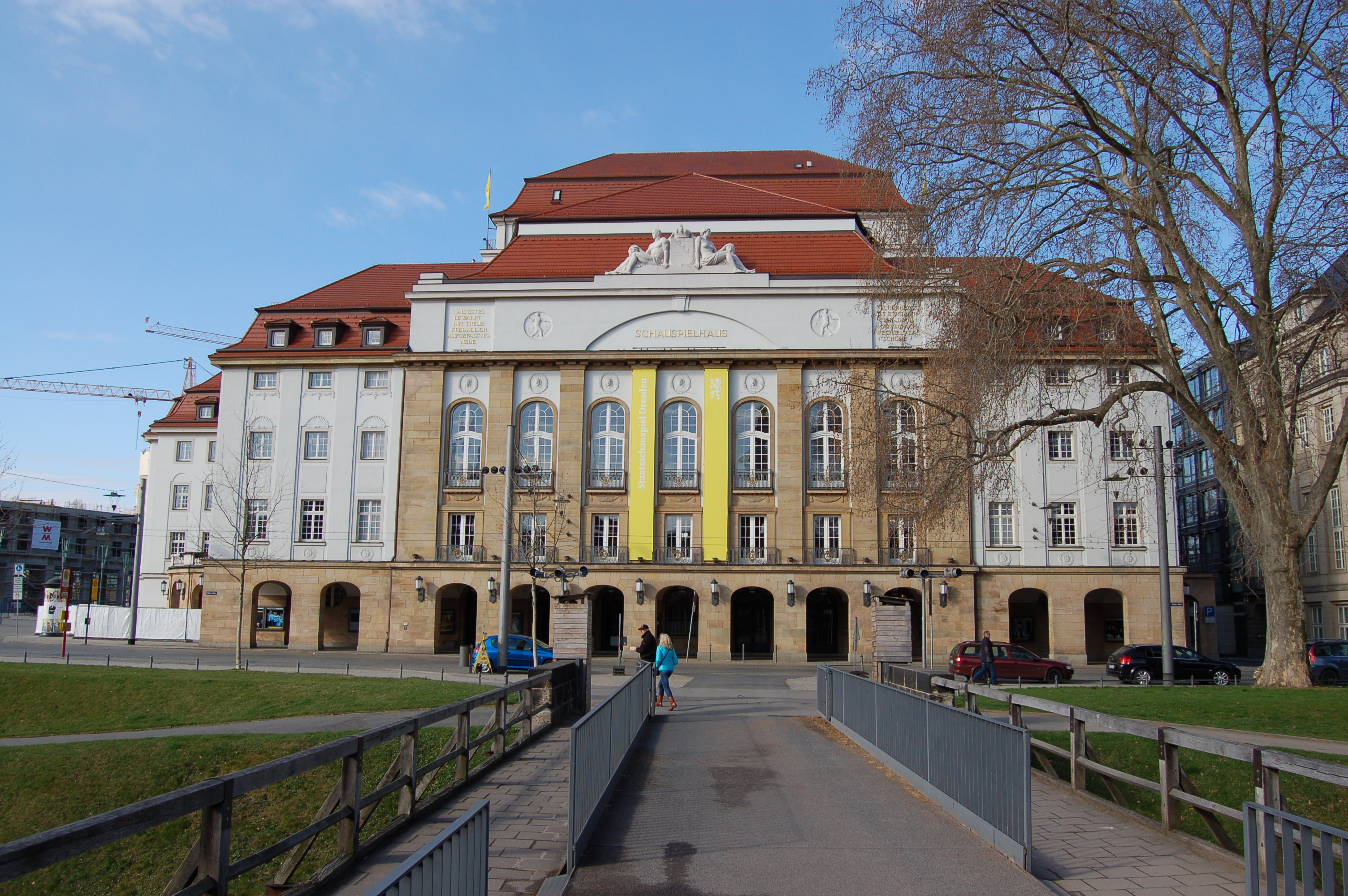
Dresdner Schauspielhaus, 2012

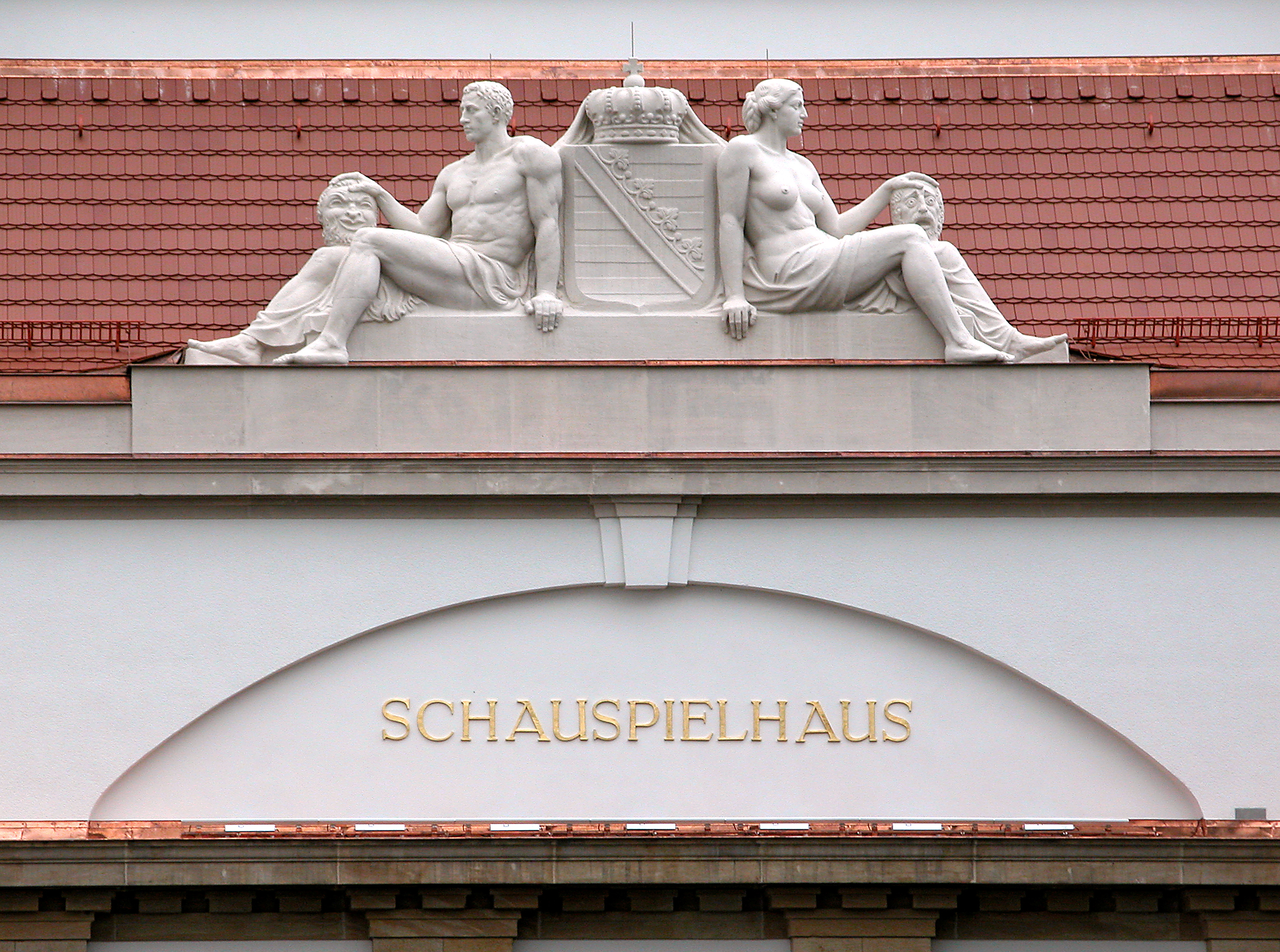
Skulpturengruppe von Georg Wrba

Das Staatsschauspiel Dresden ist ein Theater in Dresden, das der Freistaat Sachsen unterhält. Es betreibt das Schauspielhaus und das Kleine Haus. Das Staatsschauspiel ging 1983 aus dem Staatstheater Dresden hervor, das seinen Ursprung im Königlichen Hoftheater hatte.
In der Spielzeit 2024/2025 besuchten 210.000 Personen die Vorstellungen am Staatsschauspiel Dresden. Dies entspricht einer Gesamtplatzausnutzung von 75,6 %.
In der Spielzeit 2024/25 sind 44 Schauspieler und Schauspielerinnen fest im Ensemble.

## Schauspielhaus

### Zwischen Eröffnung und Zweitem Weltkrieg

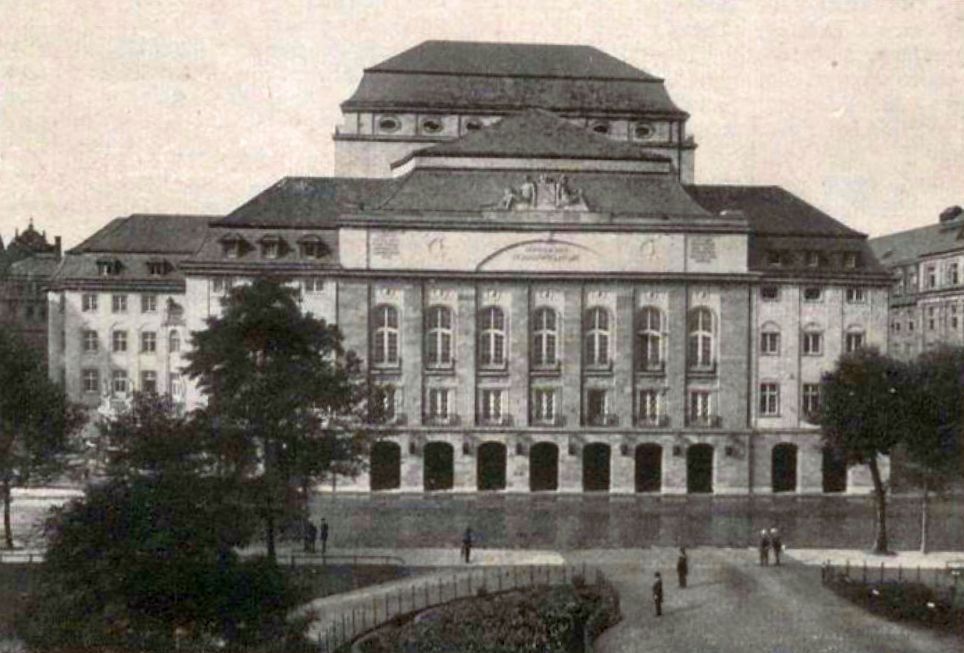
Ansicht des Schauspielhauses 1914

Das Bürgertum der Stadt Dresden suchte im beginnenden 20. Jahrhundert einen Ort der Selbstverständigung und der Repräsentation. 1909 wurde ein Theaterverein gegründet, dem bedeutende Persönlichkeiten wie Oberbürgermeister Otto Beutler, Georg Arnhold, Karl August Lingner, Erwin Bienert (Sohn von Gottlieb Traugott Bienert) und andere angehörten. Der Theaterverein brachte einen Großteil der Bausumme von etwa 2,7 Millionen Mark auf.

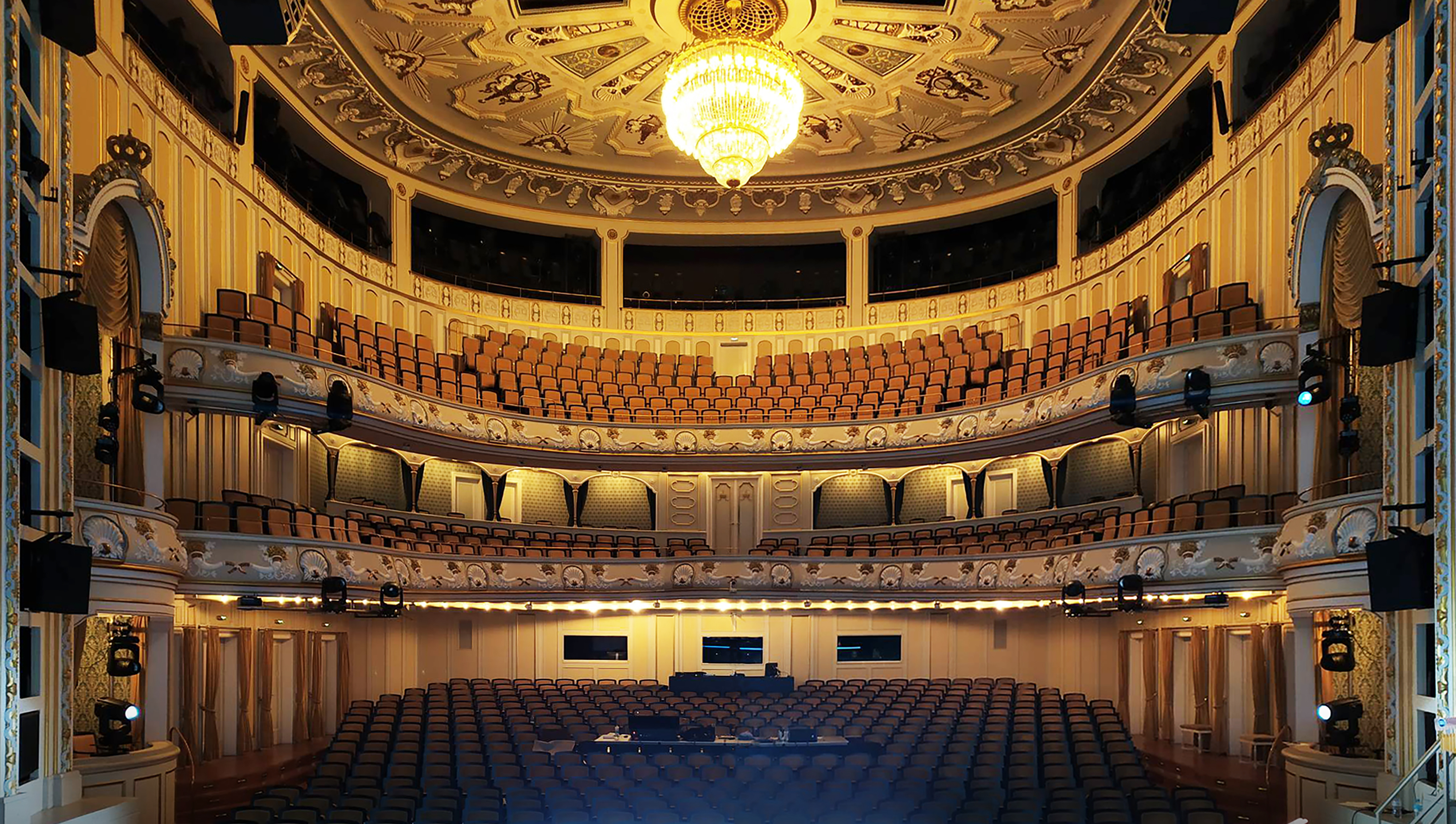
Zuschauerraum

Nach mancherlei Plänen und Grundstücksspekulationen stellte die Stadt Dresden dem Sächsischen Hof das Areal an der Ostra-Allee zur Verfügung. Das Schauspielhaus wurde von 1911 bis 1913 von William Lossow und seinem Schwiegersohn Max Hans Kühne im Stil des Neubarocks und Jugendstils erbaut. Da sich das Gebäude in unmittelbarer Nähe zum Zwinger befindet, wurde die diesem zugewandte Außenseite an die Architektur angepasst und mit Arkaden und barocken Schmuckelementen versehen. Dazu gehören auch die Skulpturen von Oskar Döll und Georg Wrba. Aufgrund der Enge des Grundstücks zwischen den umgebenden Gebäuden war ein Verzicht auf eine Seiten- und eine Hinterbühne nötig. Mit der (heute denkmalgeschützten) Bühnentechnik des Hauses, unter anderem großen wasserhydraulisch betriebenen Hebewerken für die neuartige Versenk-Schiebe-Bühne, realisierte der technische Direktor Adolf Linnebach die modernste Bühnenanlage der damaligen Zeit. Der Bühnenboden war dreigeteilt, die Hubpodien (18 m × 6 m) konnten einzeln nach unten gefahren werden. Zwischen dem tiefsten und dem höchsten Punkt der Bühne lag ein Abstand von zwölf Metern. Das Haus hatte zur Eröffnung im Parkett und auf drei Rängen eine Zuschauerkapazität von 1312 Plätzen.
Generalintendant Nikolaus Graf von Seebach berief den seit 1901 am Dresdner Hoftheater tätigen Dramaturgen Karl Zeiss zum künstlerischen Leiter des Schauspielhauses. Die Eröffnung des noch „Neues Königliches Schauspielhaus“ genannten Hauses fand am 13. September 1913 mit der Jubelouvertüre von Carl Maria von Weber, dem Fragment Robert Guiskard von Heinrich von Kleist und dem Einakter Die Torgauer Heide von Otto Ludwig statt. Zur Eröffnung waren zahlreiche Intendanten aus dem ganzen Deutschen Kaiserreich, Honoratioren der Stadt und dem Hoftheater verbundene Autoren wie Gerhart Hauptmann, Stefan Zweig und Hugo von Hofmannsthal erschienen.
In Dresden, wo der Expressionismus durch die Künstlergruppe Die Brücke um Ernst Ludwig Kirchner und Karl Schmidt-Rottluff Bedeutung erlangte, kam auch die zeitgenössischen Avantgarde zu Wort und es wurden mehrere Ikonen expressionistischer Dramenliteratur aufgeführt: 1918 Max Brods Dramolett Die Höhe des Gefühls. Im selben Jahr erfolgte die Uraufführung von Reinhard Goerings Seeschlacht, dem ersten Stück, das sich noch in Kriegszeiten mit dem Krieg befasste, und das im selben Jahr mit dem prestigeträchtigen Kleistpreis ausgezeichnet wurde. Das Stück verhalf, gemeinsam mit Walter Hasenclevers Der Sohn, der expressionistischen Dramatik auf der Theaterbühne zum Durchbruch. Zwar wurde auf Anraten des militärischen Generalkommandos die Uraufführung am 10. Februar 1918 vormittags um halb zwölf als geschlossene Vorstellung durchgeführt, erregte aber dennoch einen Theaterskandal.
Nach der Novemberrevolution und dem Abdanken des sächsischen Königs wurde das Königliche Hoftheater 1918 zum Sächsischen Landestheater und 1920 zum Sächsischen Staatstheater umbenannt. 1920 erfolgte die Uraufführung des Historiendramas Der König von Hanns Johst. Das Stück ist an das Schicksal Königs Ludwig II. von Bayern angelehnt und faszinierte auch den jungen Adolf Hitler, der das Stück in München ganze sieben Mal sah. Am 28. Oktober 1920 erfolgte die Uraufführung von Walter Hasenclevers Zweipersonenstück Jenseits. Regie führte Berthold Viertel, der in Dresden die Herausbildung eines gemeinschaftlich organisierten Ensembletheaters initiierte, an dem neben Walter Bruno Iltz auch Erich Ponto und Ernst Josef Aufricht beteiligt waren. Viertel stellte sich damit in Opposition zum arrivierten Theaterbetrieb in Berlin, er verurteilte Max Reinhardts Aufführungsstil als „artistisch-repräsentativen Luxusstil mit stark snobistischem Einschlag“. 1922 folgte Hanns Johsts bluttriefender Bilderbogen Propheten, ein nationalistisches Luther-Drama, das bereits mit deutsch-nationalen Ressentiments operierte.
Reichsdramaturg Rainer Schlösser wählte das Sächsische Staatstheater als Veranstaltungsort für die 1. Deutsche Reichstheater-Festwoche im Mai und Juni 1934 aus. Schirmherr war Joseph Goebbels, auch Adolf Hitler besuchte Dresden während der Festwoche.
Am 13. und 14. Februar 1945 wurde das Schauspielhaus durch die alliierten Luftangriffe auf Dresden wie alle anderen Theatergebäude der Stadt zerstört. Die hydraulischen Bühnenpodien blieben durch den Einsatz des Maschinenmeisters Franz Lommatzsch größtenteils unzerstört, der bei jedem Luftalarm vorsorglich die Bühnenpodien in die unterste Stellung gefahren hatte.

### Schauspielhaus zur DDR-Zeit

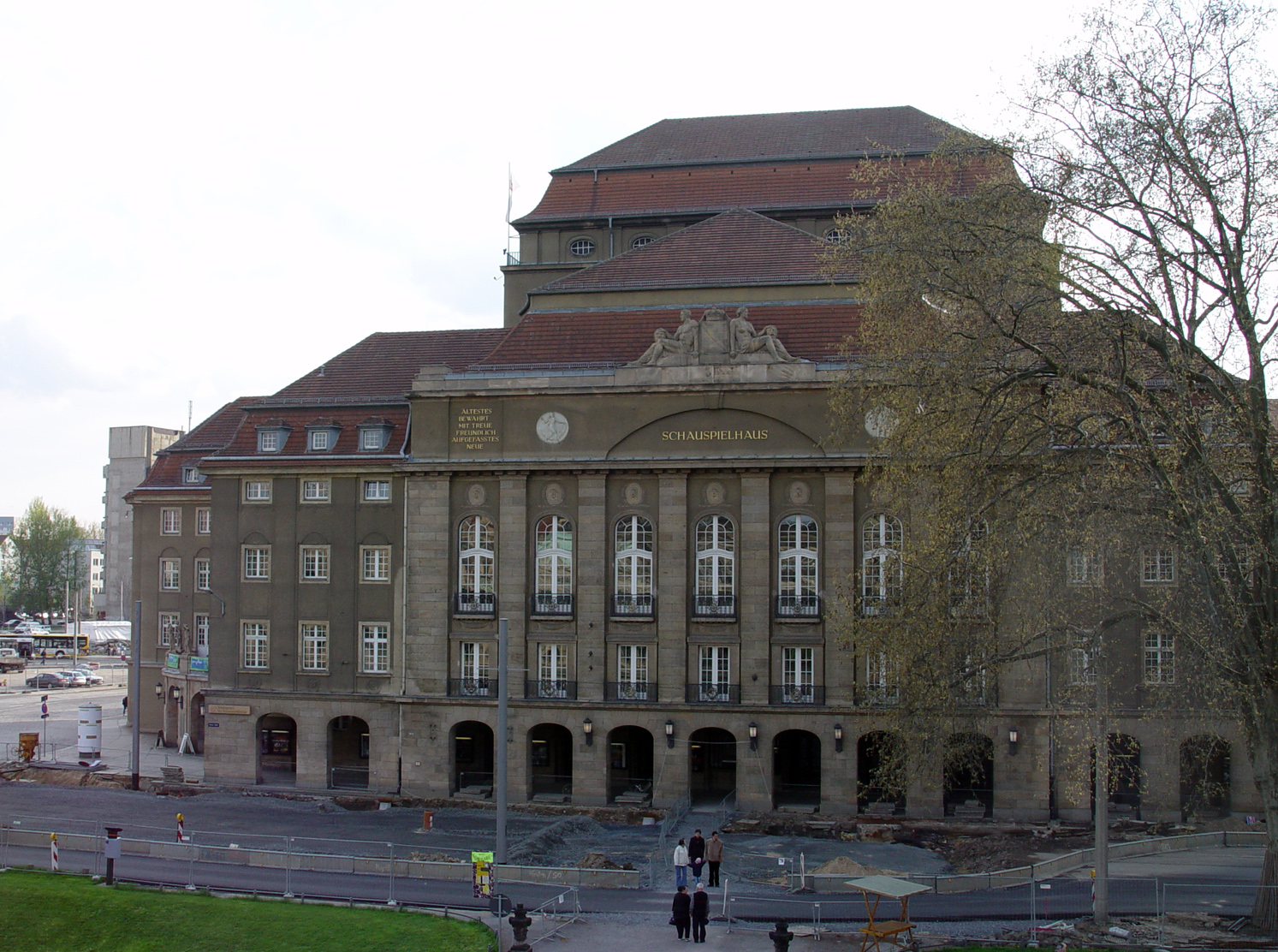
Das Schauspielhaus vor der Fassadensanierung (2006)

Unter tätiger Hilfe der Theatermitarbeiter begannen im Mai 1945 die Beräumung und Enttrümmerung. Im Dezember desselben Jahres wurde der Wiederaufbau des Hauses in einer Doppelanlage für Schauspiel und Oper beschlossen. Insgesamt wurden 100.000 Ziegel, 20 Tonnen Profileisen, 2000 Quadratmeter Rabitzgewebe sowie wichtige Teile der Maschinerie zur Wiederverwendung geborgen. Verantwortlich für den Wiederaufbau waren der Baurat Emil Leibold (Entwurf) und der Architekt Bruno Höppner (Bauleitung).
Der Innenraum des Schauspielhauses wurde dabei zu großen Teilen neu gestaltet. So wurde die Saaldecke höher gelegt und durch dichte Reihen gebogener Neonröhren gegliedert. Daneben wurde der dritte Rang als deutlich sichtbarer umlaufender Balkon gestaltet. Außerdem verschwanden die Proszeniumslogen, was eine größere Bühnenöffnung ermöglichte. Die Ringbrüstungen waren nicht mehr mit Paneelen vertäfelt, sondern erhielten eine durchlaufende, gestäbte Stuckgliederung. Die weiß verputzten Wände erhielten flächendeckend „dosendeckelartige“ Einschlüsse.

„Im Inneren soll ein Theater entstehen, das dem Geist und den Anforderungen unserer neuen Zeit entspricht. […] Heute wollen wir ein wahres Volkstheater errichten, in dem sich jeder zu Hause fühlt […]“

Am 22. September 1948 wurde das Haus seiner Bestimmung als Großes Haus des Staatstheaters Dresden für Oper, Ballett, Schauspiel und Staatskapelle übergeben. Die feierliche Eröffnung fand am 22. September 1948 mit Beethovens Oper Fidelio unter Josef Keilberth und am 23. September 1948 mit dem Schauspiel Simon Bolivar von Ferdinand Bruckner statt.
Im Jahr 1983 erfolgte eine verwaltungstechnische Trennung zwischen Oper, Ballett, Staatskapelle und dem Schauspiel. Es entstanden das Staatsschauspiel und die Staatsoper Dresden. Am 13. Februar 1985 erhielten die musikalischen Sparten ihr wiedererstandenes Operngebäude, die Semperoper, zurück. Das Große Haus wurde wieder zum Schauspielhaus mit dem Schauspielensemble als alleinigem Hausherrn.
Das aus Trümmern und mit unzulänglichen Materialien errichtete Gebäude wurde immer reparaturbedürftiger. Das marode Dach wurde zur ständigen Gefährdung. In den 1980er Jahren flickte man notdürftig und sanierte scheibchenweise.

### Schauspielhaus ab 1990

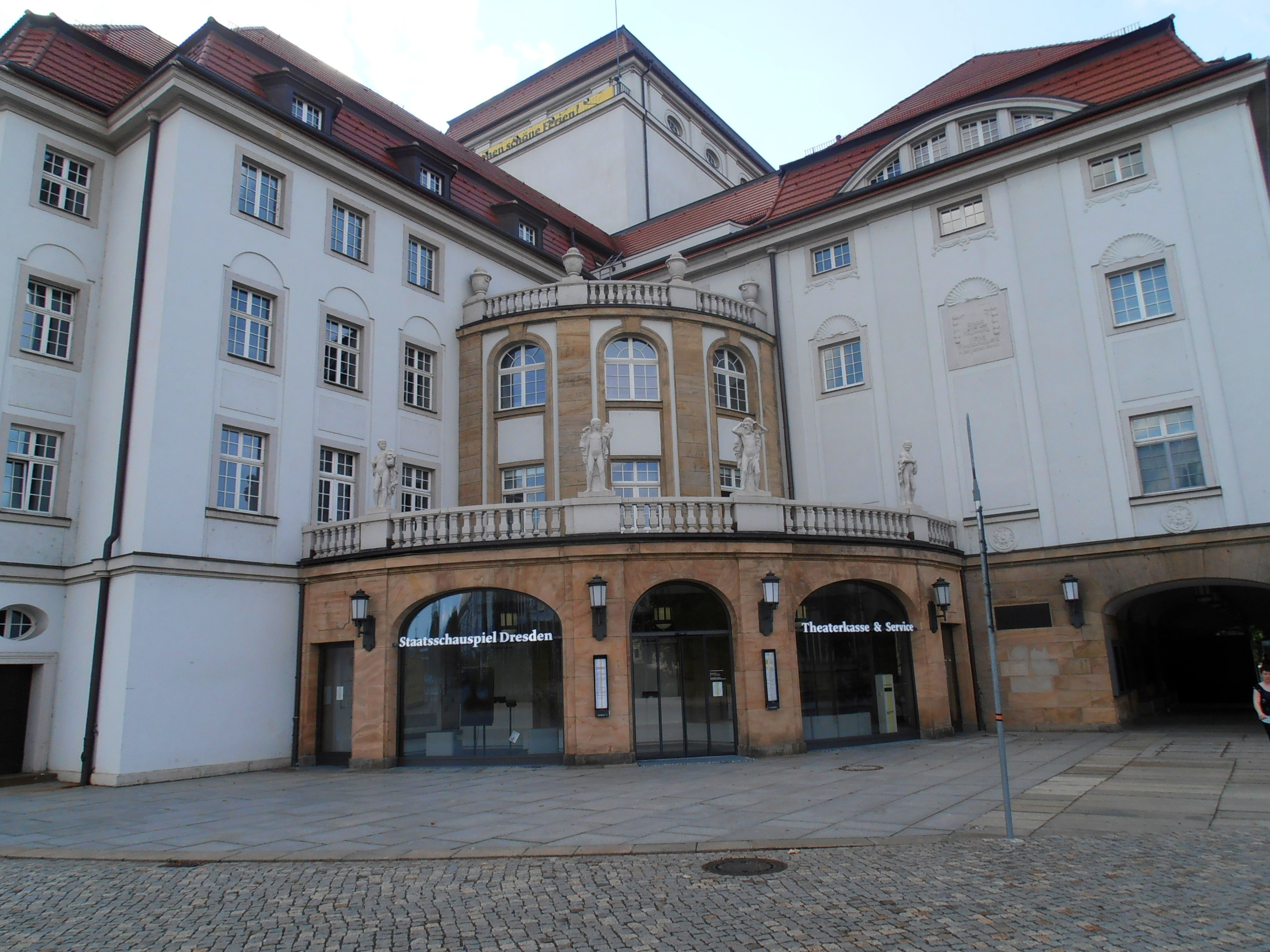
Neues Kassenfoyer, seit 2012, mit 1945 beschädigten Skulpturen von Oskar Döll

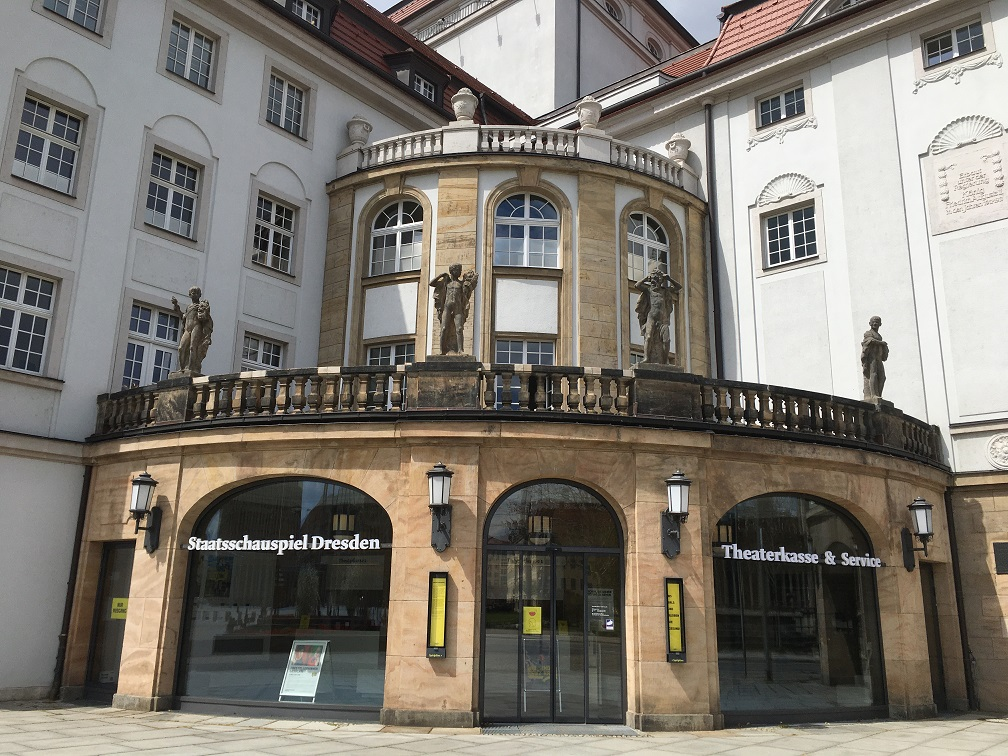
Skulpturen von Oskar Döll über dem neuen Kassenfoyer nach der Restaurierung 2021

Eine gründliche, umfassende Sanierung – hauptsächlich veranlasst durch die Stilllegung des größten Umweltverschmutzers der Stadt, des Heizkraftwerks Mitte und der damit notwendigen Umstellung der gesamten Heizungsanlage – wurde erst nach der politischen Wende möglich. Am 25. März 1991 fand mit der einmaligen aufgeführte Revue Il Grande Silenzio – Um Thron und Liebe der Freunde der italienischen Oper (FDIO) das erste Rockkonzert in der Geschichte des Hauses statt, was als ein für diese Zeit und für die Geschichte des größten Schauspielhauses der DDR mutiges und gewagtes Experiment gewertet werden kann. Bis heute wurden Besucherzahlen von über 1200 Personen nicht wieder erreicht. Den FDIO sollen noch Bands und Interpreten wie Die Toten Hosen, Udo Lindenberg oder Nina Hagen folgen.
Nach mehreren längeren Schließphasen wurde das Schauspielhaus für die umfangreichste Rekonstruktion seiner Geschichte von Juli 1993 bis September 1995 geschlossen. Der 1945 zerstörte Zuschauerraum wurde in seiner historischen Gestalt von 1913 annähernd wiederhergestellt und die Bühnenmaschinerie auf den technisch neuesten Stand gebracht.
Beim Hochwasser im August 2002 wurde die Unterbühne durch die eindringenden Wassermassen der Weißeritz und Elbe überflutet. Dadurch wurden die darin befindlichen technischen Anlagen zerstört. Zu Beginn der Spielzeit 2003/04 waren alle Schäden wieder beseitigt.
Im Jahr 2007 fand die Außensanierung und der Wiederanstrich in weißer Farbe statt. Zu Beginn der Spielzeit 2009/10 wurden Verbindungstreppen zwischen den Foyers des ersten und zweiten Rangs eingebaut. Diese waren vorher nicht direkt miteinander verbunden. Nach einer Umgestaltung der östlichen Gebäudeecke im Jahr 2012 wurden Kartenverkauf und Anrechtsbüro dorthin verlagert.
Mit Beginn des Jahres 2013 wurden Staatsoper und Staatsschauspiel wieder unter dem Dach der Sächsischen Staatstheater vereinigt.
Lage: 51° 3′ 7,8″ N, 13° 43′ 54,6″ O

## Kleines Haus

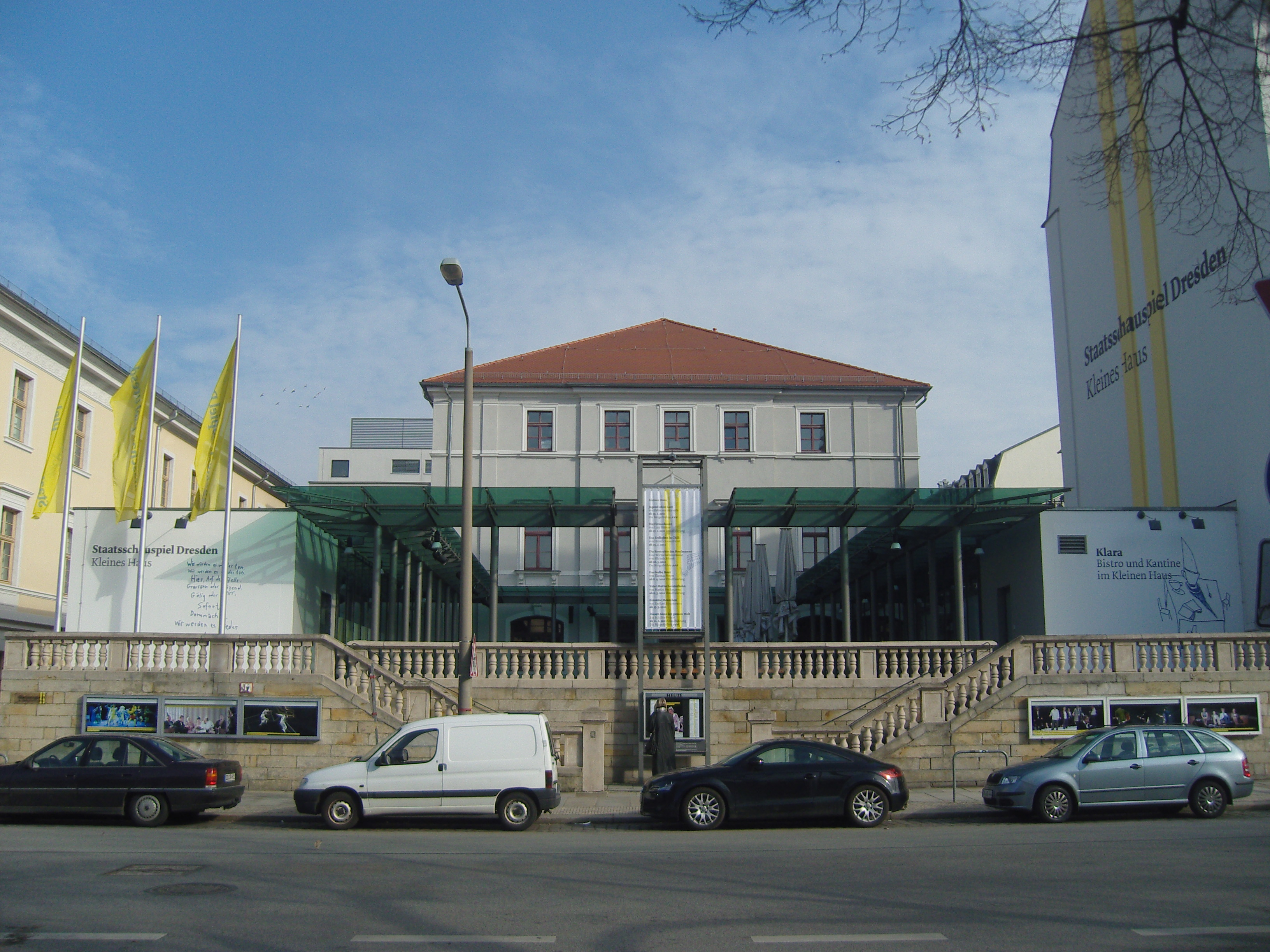
Kleines Haus, 2011

Das Gebäude auf der Glacisstraße in der Dresdner Inneren Neustadt, in dem sich heute das Kleine Haus befindet, hat eine weiter zurückreichende Geschichte.
Seit 1753 befand sich hier das Gasthaus „Goldene Bretzel“, dem nach 1860 ein Saal, der heutige Zuschauerraum, hinzugefügt wurde. Von 1864 bis 1918 wurde das Gebäudeensemble als Tonhalle genutzt, anschließend bis 1923 als Tanzpalast „Nachtfalter“ und danach als Kirche („Die Erste Kirche Christi, Wissenschafter – The First Church of Christ, Scientist“).
Mit Genehmigung der Kirchengemeinde konnte am 10. Juli 1945 in diesem Gebäude die erste Nachkriegsaufführung des Staatstheaters Dresden (Nathan der Weise) stattfinden. Nathan wurde von Erich Ponto gespielt, der bis Ende 1946 Intendant des Dresdner Schauspielhauses war. 1951 schloss das Staatstheater einen Mietvertrag mit der Kirchengemeinde ab und nutzte das Haus von da an für Oper und Schauspiel. 1977 erfolgte der Ausbau zum Theater. 1987 und 1988 wurden für etwa fünf Millionen Mark wichtige Baumaßnahmen zur Erhaltung der Spielfähigkeit des Gebäudes vorgenommen. 1992 wurden Brandschutzmaßnahmen durchgeführt. Im selben Jahr bekam das Theater eine neue Bühne. Sechs Jahre später wurde es jedoch auf behördliche Anordnung hin geschlossen. Gründe dafür waren statische Probleme im Dachstuhl und in den Außenmauern sowie Brandschutzmängel, die bei den vorher vorgenommenen Baumaßnahmen nicht behoben werden konnten. Daher wurde die Einrichtung bis 2002 lediglich als Probebühne genutzt. Währenddessen wurden die nötigen Mittel für eine umfangreiche Rekonstruktion des Gebäudes organisiert. Der Baubeginn war im April 2003. Am 15. Januar 2005 wurde das Theater mit der Uraufführung von Der Mann ohne Vergangenheit wieder eröffnet. Mit Beginn der Spielzeit 2009/10 wurde auf der rechten Seitenbühne eine verschiebbare Zuschauertribüne eingebaut, die eine Platzkapazität von maximal 132 Zuschauerplätzen hat und mehrere Spielvarianten ermöglicht. In der Spielzeit 2009/10 (unter der Intendanz von Wilfried Schulz) zog die Bürgerbühne Dresden im Kleinen Haus ein und gilt seither als eigene Sparte des Staatsschauspiels Dresden.
Lage: 51° 3′ 41,4″ N, 13° 45′ 3,7″ O

## Intendanzen

### Königliches Hoftheater
- 1913–1918: Nikolaus Graf von Seebach

### Sächsisches Landestheater
- 1918–1919: Nikolaus Graf von Seebach
- 1921–1923: Alfred Reucker, Ehrenmitglied

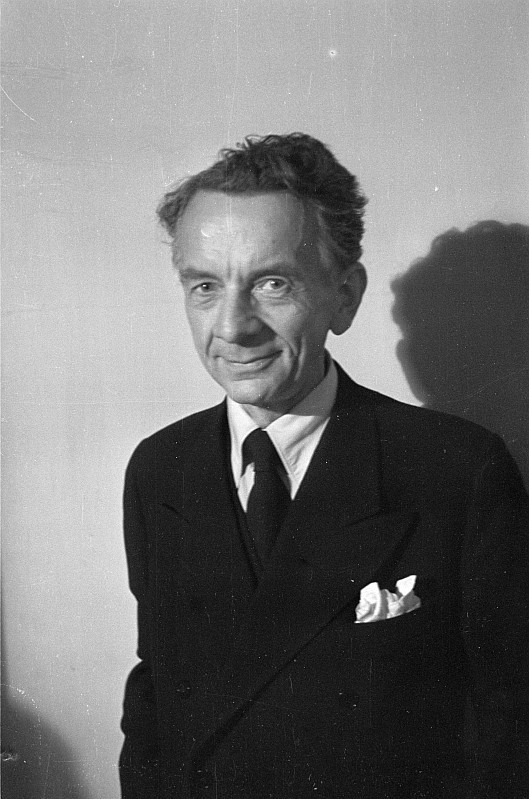
Erich Ponto, 1945

### Staatstheater
- 1923–1932: Alfred Reucker
- 1932–1935: Paul Adolph
- 1935–1944: Erich Gottschald
- 1945–1946: Erich Ponto, Ehrenmitglied
- Januar bis April 1947: Richard Henneberg
- 1947–1949: Karl von Appen, Ehrenmitglied
- 1950–1951: Martin Hellberg, Ehrenmitglied
- 1951–1954: Karl Görs
- 1954–1961. Heinrich Allmeroth
- 1962–1966: Gerd Michael Henneberg
- 1966–1973: Hans Dieter Mäde
- 1973–1979: Fred Larondelle
- 1979–1983: Horst Seeger

### Staatsschauspiel
- 1983–1990: Gerhard Wolfram, Ehrenmitglied
- 1990–2001: Dieter Görne, Ehrenmitglied
- 2001–2009: Holk Freytag
- 2009–2016: Wilfried Schulz
- 2016–2017: Jürgen Reitzler
- seit 2017: Joachim Klement

## Auszeichnungen
- Einladung zum 32. Theatertreffen 1995: Ödön von Horváth: Glaube Liebe Hoffnung – Regie: Irmgard Lange
- Einladung zum 38. Theatertreffen 2001: Thomas Vinterberg/Mogens Rukov: Das Fest – Regie: Michael Thalheimer
- Einladung zum 48. Theatertreffen 2011: Friedrich Schiller: Don Carlos – Regie: Roger Vontobel
- ZukunftsGut-Preis für institutionelle Kulturvermittlung 2018 der Commerzbank-Stiftung[6] für Konzept und Durchführung der Bürgerbühnen als partizipative Sparte des Staatsschauspiels
- Einladung zum 56. Theatertreffen 2019: Fjodor M. Dostojewski: Erniedrigte und Beleidigte – Regie: Sebastian Hartmann
- Einladung zum 56. Theatertreffen 2019: Ágota Kristóf: Das große Heft – Regie: Ulrich Rasche

## Medien

### Tonträger
- 2001: „Musik in Deutschland 1950–2000“ Musik für Schauspiel, Musik zu Faust. von Johann Wolfgang von Goethe. 1990, Jens Uwe Günther, Freunde der italienischen Oper (Regie Wolfgang Engel). Label: RCA / Bertelsmann
- 1991: Freunde der italienischen Oper: „Live im Schauspielhaus Dresden“
- 1989: Freunde der italienischen Oper: „Live Dresden“ (Aufzeichnung eines Livekonzertes auf der Probebühne III)

### Filme
- 1986: Wir die Lieben, Filmgruppe FESA (feige sau)
- 1986: Labyrinth, FESA (feige sau)
- 1989: Ikarus – She Kill The Laugh, Theater-, Musikfilm für Wolfgang Engels Faust II, (Staatsschauspiel Dresden, DEFA, Strandard63)

## Persönlichkeiten

### Ehrenmitglieder
- Karl von Appen
- Charlotte Basté
- Reinhold Bauer
- Erich Baumgart
- Marie Bayer-Bürck
- Emil Devrient
- Antonia Dietrich
- Wolfgang Engel
- Charlotte Friedrich
- Dieter Görne
- Friedrich Haase
- Martin Hellberg
- Peter Herden
- Georg Kiesau
- Klaus Dieter Kirst
- Friedrich Lindner
- Franz Lommatsch
- Frank Ostwald
- Paul Paulsen
- Erich Ponto
- Alfred Reucker
- Traute Richter
- Max Rothenberger
- Clara Salbach
- Hermann Stövesand
- Pauline Ulrich
- Paul Wiecke
- Johannes Wieke
- Albert Willi
- Gerhard Wolfram

### Langjährige Schauspieler
Zu den Schauspielern, die über 15 Jahre dem Ensemble angehören, zählen Albrecht Goette, Christine Hoppe, Holger Hübner, Hannelore Koch, Philipp Lux, Ahmad Mesgarha und Anna-Katharina Muck.

### Bekannte Künstler, die am Schauspielhaus gearbeitet haben (Auswahl)
- Luise Aschenbrenner, Schauspielerin
- Peter Bause, Schauspieler
- Lutz Blochberger, Schauspieler
- Marita Böhme, Schauspielerin
- Anja Brünglinghaus, Schauspielerin
- Wolfgang Dehler, Schauspieler
- Antonia Dietrich, Schauspielerin und Ehrenmitglied
- FM Einheit, Musiker
- Wolfgang Engel, Regisseur, Schauspieler und Ehrenmitglied
- Rosa Enskat, Schauspielerin
- Hans Epskamp, Schauspieler
- Christian Erdmann, Schauspieler
- Freunde der italienischen Oper, Band
- Christian Friedel, Schauspieler, Musiker
- Justus Fritzsche, Schauspieler
- Gert Fröbe, Theatermaler (Schauspieler)
- J. B. Gouthier, Musiker
- Peter Mario Grau, Schauspieler
- Sylvester Groth, Schauspieler
- Marie Gruber, Schauspielerin
- Janina Hartwig, Schauspielerin
- Peter Herden, Schauspieler und Ehrenmitglied
- Sven Hönig, Schauspieler
- Peter Hölzel, Schauspieler
- Rolf Hoppe, Schauspieler
- Susanne Hoss, Schauspielerin
- Walter Bruno Iltz, Schauspieler und Regisseur
- Regina Jeske, Schauspielerin
- Lars Jung, Schauspieler
- Nele Jung Schauspielerin
- Friedrich-Wilhelm Junge, Schauspieler
- André Kaczmarczyk, Schauspieler
- Roman Knižka, Dekorateur (Schauspieler)
- Klaus Dieter Kirst, Regisseur und Ehrenmitglied
- Tilmann Köhler, Hausregisseur
- Dietrich Körner, Schauspieler
- Horst Krause, Schauspieler
- Anne-Kathrein Kretzschmar, Schauspielerin
- Peter Kube, Schauspieler
- Raiko Küster, Schauspieler
- Katherina Lange, Schauspielerin
- Jonas Friedrich Leonhardi, Schauspieler
- Jan Josef Liefers, Lehrling Tischler (Schauspieler)
- Werner Lieven, Schauspieler
- Marianna Linden, Schauspielerin
- Matthias Luckey, Schauspieler
- Dieter Mann, Schauspieler
- Dagmar Manzel, Schauspielerin
- Roland May, Schauspieler (Generalintendant des Theaters Plauen-Zwickau)
- Lotte Meyer, Schauspielerin
- Tessa Mittelstaedt, Schauspielerin
- Alfons Mühlhofer, Schauspieler
- Gudrun Okras, Schauspielerin
- Philipp Otto, Schauspieler
- Tom Pauls, Schauspieler
- Paul Paulsen, Schauspieler und Ehrenmitglied
- Klaus Piontek, Schauspieler
- Erich Ponto, Schauspieler
- Alexis Posse, Schauspieler & Regisseur
- Oda Pretzschner, Schauspielerin
- Torsten Ranft, Schauspieler
- Matthias Reichwald, Schauspieler & Regisseur
- Tom Quaas, Schauspieler
- Traute Richter, Schauspielerin und Ehrenmitglied
- Nele Rosetz, Schauspielerin
- Clara Salbach, Schauspielerin und Ehrenmitglied
- Pierre Sanoussi-Bliss, Schauspieler
- Jenny Schaffer-Bernstein, Schauspielerin
- Claudia Schmutzler, Schauspielerin
- Horst Schönemann, Regisseur und Schauspieler
- Götz Schubert, Schauspieler
- Horst Schulze, Schauspieler
- Arila Siegert, Tänzerin, Choreografin, Regisseurin
- Wolfgang Sörgel, Schauspieler
- Fanny Staffa, Schauspielerin
- Uwe Steimle, Schauspieler
- Lissy Tempelhof, Schauspieler
- Hans Teuscher, Schauspieler
- B. K. Tragelehn, Regisseur
- Ulrich von der Trenck, Schauspieler
- Roger Vontobel, Regisseur
- Angelika Waller, Schauspielerin
- Hasko Weber, Schauspieler, Regisseur
- Hanns-Jörn Weber, Schauspieler
- Ursula Werner, Schauspielerin
- Arno Wyzniewski, Schauspieler
- Ray van Zeschau, Musiker, Schauspieler, Filmkünstler
- Adolf Ziegler, Schauspieler
- Joachim Zschocke, Schauspieler